# Arbory
Arbory est une paroisse administrative et insulaire du sheading de Rushen sur l'île de Man. Elle s'étend au sud de l'île suivant le trajet de la Colby.

## Étymologie
La paroisse d'Arbory est dédiée à deux saints catholiques : saint Cairpre de Coleraine et saint Columba. Cette dualité s'est maintenue jusqu'à aujourd'hui, Cairpre ayant donné le nom moderne « Arbory » (Kirk Carbery devenant Kirk Arbory en 1703), tandis que « Columba » est le nom de l'église qui dessert la paroisse.

## Histoire
L'église paroissiale d'Arbory, comme une grande partie des terres environnantes, ont été la possession des évêques de l'île de Man dès le XIIIe siècle.
Au Moyen Âge, tous les 20 juin s'y tenait une foire en l'honneur de saint Columba. Celle-ci fut ultérieurement reportée au 22 juin, jour de la Saint-Barnabé.

## Lieux intéressants de la paroisse

### Église de Kirk Arbory
L'église de Kirk Arbory se situe sur la route principale, au niveau du village de Ballabeg. Le bâtiment primitif se trouvait plus au sud que l'actuel. Ce sont des réclamations de la population qui ont incité le duc d'Atholl à en entreprendre la reconstruction, qui sera achevée et inaugurée le 1er novembre 1759 par l'évêque Mark Hildesley. Quatre ans plus tard, une nouvelle chapelle est ajoutée à l'édifice. Le clocher date de 1905.
L'église de Kirk Arbory a été rénovée en 1886. Son cimetière abrite la tombe du capitaine John Quilliam.